# Gerhard Littschwager
Gerhard Littschwager, född 21 oktober 1907, död 26 november 2001, var en tysk promoverad jurist, ämbetsman och SS-officer. Under andra världskriget beklädde han flera höga ämbeten i Generalguvernementet, det polska territorium som lades under tysk ockupation 1939.

## Biografi
Littschwager, vars far var tullsekreterare, studerade rättsvetenskap vid universiteten i Freiburg, Kiel, München och Bonn. Han promoverades till juris doktor vid Freiburgs universitet 1933 efter att ha disputerat på avhandlingen Eigentumserwerb des Erstehers bei der Versteigerung an einer gepfändeten, aber dem Schuldner nicht gehörigen beweglichen Sache.
I början av maj 1931 inträdde Littschwager i Nationalsocialistiska tyska arbetarepartiet (NSDAP) och var under några år Blockleiter, en lägre partitjänsteman som representerade ett stadskvarter och vars uppgift bland annat bestod i att värva röster till NSDAP. År 1932 gick han med i Sturmabteilung (SA), men gick tre år senare över till Schutzstaffel (SS). Efter att i maj 1935 ha avlagt den andra juridiska statsexamen fick Littschwager anställning vid Gestapo i Berlin. Därefter utnämndes han till ställföreträdande chef för Gestapo i Kiel. Som sådan undertecknade han expatrieringsbeviset för emigranten Herbert Frahm, mera känd under namnet Willy Brandt.

### Andra världskriget
Den 1 september 1939 anföll Tyskland sin östra granne Polen och andra världskriget utbröt. I slutet av oktober inrättades Generalguvernementet, det polska territorium som ockuperades av Tyskland. Detta indelades i fyra distrikt: Krakau, Lublin, Radom och Warschau.
Distriktet Warschau
Genom Riksinrikesministeriets försorg sändes Littschwager till Warschau-distriktet och utsågs till Kreishauptmann, det vill säga högste civile ämbetsman, i Grodzisk. I december 1939 förflyttades han till motsvarande ämbete i Ostrów Mazowiecka.
Distriktet Galizien
Efter Tysklands anfall mot den forna bundsförvanten Sovjetunionen, Operation Barbarossa, inrättades i Generalguvernementet i augusti 1941 ett femte distrikt — Galizien. Littschwager utnämndes då till Kreishauptmann i Czortków. Denna post innehade han till och med april året därpå, varefter han under tre månader var verksam inom distriktets inre förvaltning. Littschwager kom att anklagas för ransoneringskortsbedrägerier, men trots att förundersökningen lades ned, fick han lämna Galizien.
Från juli 1942 till september 1943 var Littschwager juridisk rådgivare åt de tyska myndigheterna i Bromberg i Reichsgau Danzig-Westpreussen. Han inkallades därpå till Waffen-SS och tjänstgjorde där i ett drygt år, innan han kommenderades till SS- och polisdomstolen i München som biträdande domare.

### Efter andra världskriget
Från maj 1945 till februari 1948 befann sig Littschwager i allierad fångenskap. I juni 1949 ställdes han inför en denazifieringsdomstol och var därefter jurist vid förlaget Walter Dorn i Frankfurt am Main. År 1955 blev han tjänsteman vid Hessens socialrätt, men entledigades med pension 1963, då en rättslig utredning om hans förehavanden under kriget inletts. Denna inställdes slutgiltigt 1972.
Den tyske historikern Thomas Sandkühler påpekar att de institutionella gränserna mellan civilförvaltning och SS:s jurisdiktion i distriktet Galizien kom att bli otydliga med SS-officerare på civila ämbetsposter. Detta gäller, förutom Littschwager, Eduard Jedamzik, Hans Kujath och Wilhelm Rebay von Ehrenwiesen.

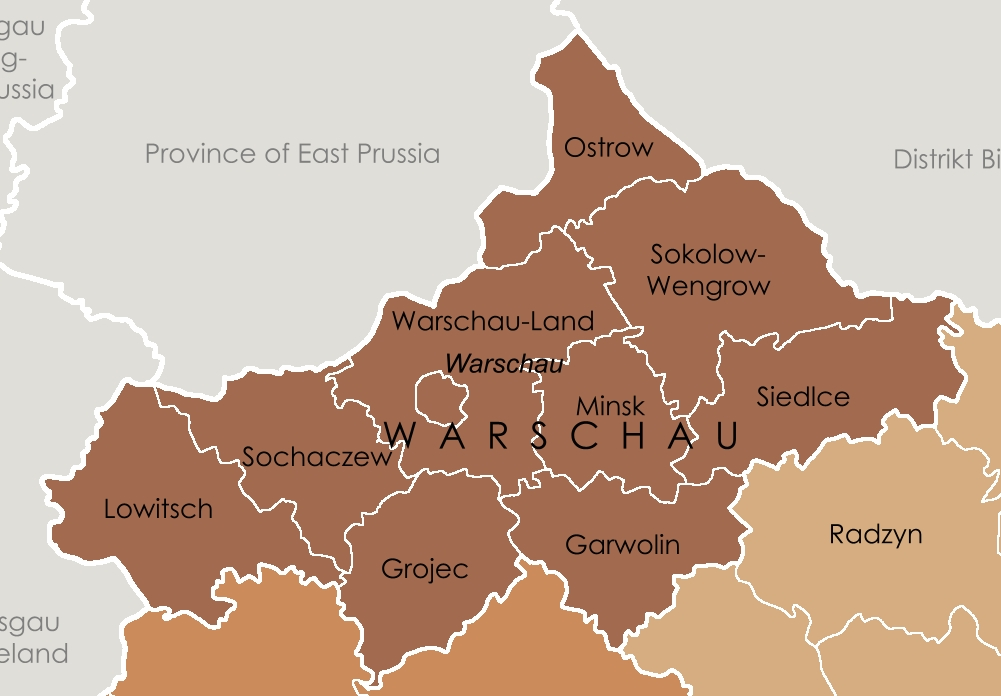
Administrativ karta över distriktet Warschau år 1941
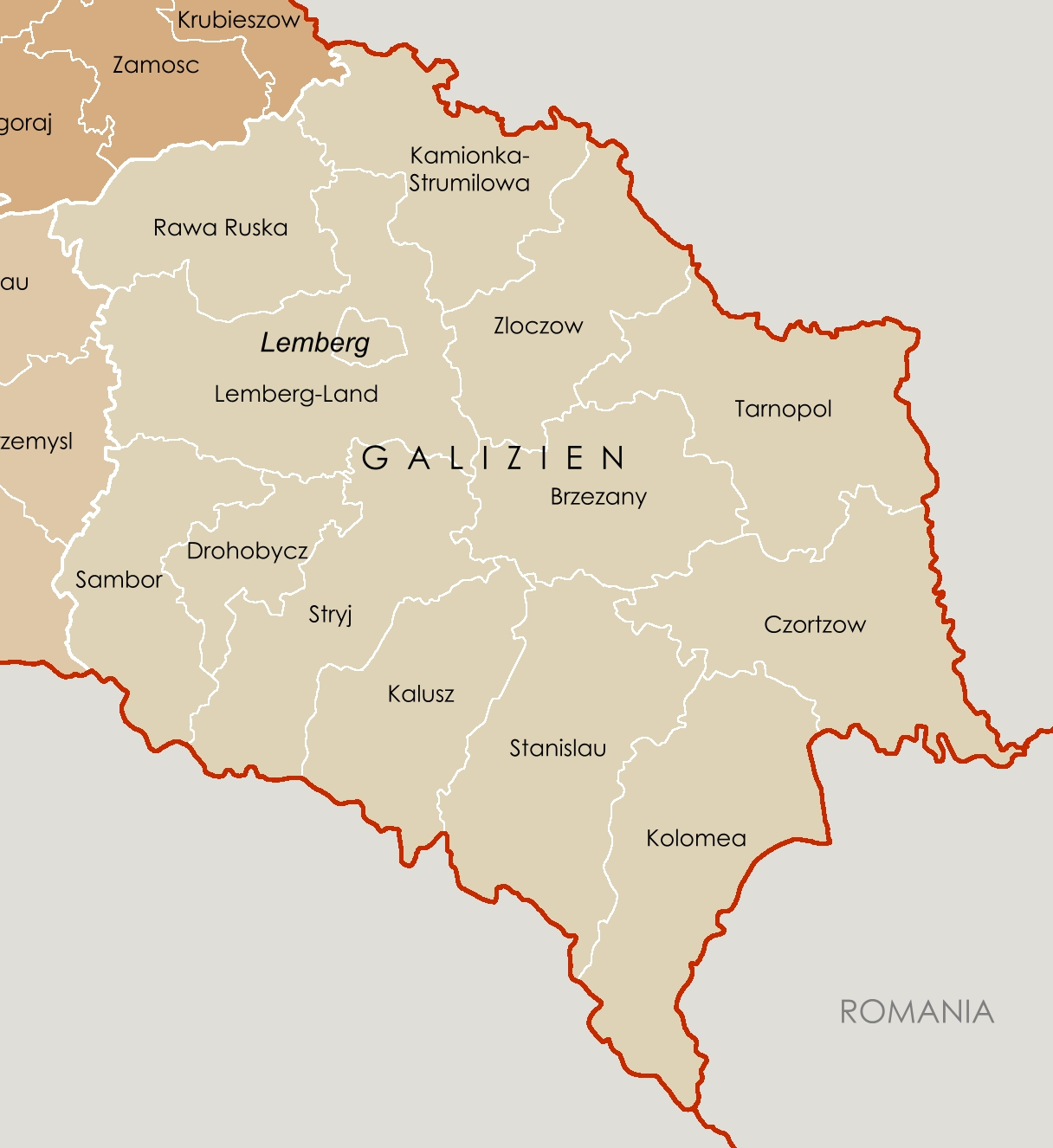
Administrativ karta över distriktet Galizien år 1941